# Святомиколаївка
Святомиколаївка (до 2016 року — Пам'ять Комунарів) — селище в Україні, у Мішково-Погорілівській сільській громаді Миколаївського району Миколаївської області. Населення становить 728 осіб.

## Населення
Згідно з переписом УРСР 1989 року чисельність наявного населення селища становила 883 особи, з яких 414 чоловіків та 469 жінок.
За переписом населення України 2001 року в селищі мешкало 727 осіб.

### Мова
Розподіл населення за рідною мовою за даними перепису 2001 року:
| Мова       | Відсоток |
| ---------- | -------- |
| українська | 67,86 %  |
| російська  | 31,04 %  |
| вірменська | 0,27 %   |
| молдовська | 0,27 %   |
| білоруська | 0,14 %   |
| інші       | 0,42 %   |